# Mostek termiczny

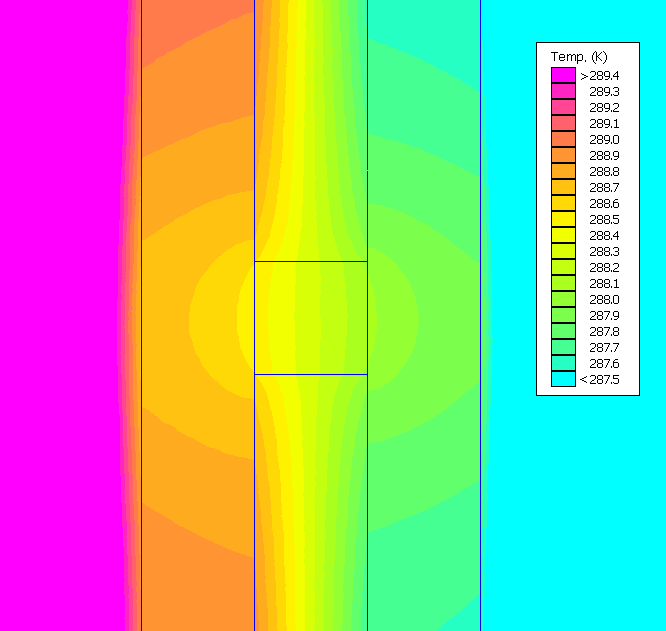
Rozkład temperatury wokół mostka cieplnego

Mostek termiczny (mostek cieplny) – część obudowy budynku, której opór cieplny jest znacznie zmniejszony przez:
- całkowite lub częściowe przebicie obudowy budynku przez materiały o innym współczynniku przewodzenia ciepła
- zmianę grubości warstw materiałów
- różnicę między wewnętrznymi i zewnętrznymi powierzchniami przegród, jaka występuje w połączeniach ściana/podłoga/sufit.

W praktyce nie jest możliwe wyeliminowanie mostków cieplnych. Jednak błędne zaprojektowanie lub wadliwe wykonanie detali budynku jest przyczyną obniżenia temperatury wewnętrznej powierzchni przegrody w miejscu ich występowania, co prowadzi do powiększonych strat ciepła, zawilgocenia wnętrz i powstawania pleśni.
Projektant jest zobowiązany do uwzględnienia wpływu mostków termicznych w bilansie cieplnym budynku oraz ograniczenie stopnia ich oddziaływania (współczynnik fRsi).
Podział mostków termicznych:
- ze względu na przyczynę zaistnienia
  - konstrukcyjne - niejednorodność budowy przegrody
  - geometryczne - np. narożniki
- ze względu na zakres oddziaływania
  - punktowe - w niewielkim obszarze występuje wyższa przewodność cieplna np. przebicie termoizolacji
  - liniowe - powstają, gdy na pewnym obszarze brakuje termoizolacji lub ma ona zmniejszoną grubość albo w przypadku jej nieciągłości